# Jörg Leuschner
Jörg Leuschner (* 1948) ist ein deutscher Archivar und Historiker.

## Leben
Leuschner promovierte 1980 an der Universität Gießen. Das Thema seiner Dissertation lautete Novgorod. Untersuchung zu einigen Fragen seiner Verfassungs- u. Bevölkerungsstruktur.
Der promovierte Historiker übernahm 1986 die Leitung des Stadtarchivs Salzgitter. Zehn Jahre später wurde er Leiter des neugeschaffenen Fachdienstes Kultur in Salzgitter. Im Oktober 2015 trat er in den Ruhestand, nachdem er knapp drei Jahrzehnte die kulturelle Arbeit in Salzgitter geprägt hatte. In dieser Zeit war er Mitglied in 25 kulturellen Vereinen.

## Werke (Auswahl)
- Novgorod. Untersuchung zu einigen Fragen seiner Verfassungs- u. Bevölkerungsstruktur. Duncker und Humblot, Berlin 1980.
- Die Bildung einer „Stadt des Erzes“ um Salzgitter, Ziele und Verlauf der Eingemeindungsbestrebungen Salzgitters in den 20er und 30er Jahren des 20. Jahrhunderts. In: Salzgitter-Jahrbuch 9, 1987, S. 81–123.
- mit Heinrich Wendt: Geschichte des Welfenfürstentums Grubenhagen, des Amtes und der Stadt Osterode, Hildesheim [u. a.] 1988.
- Lichtenberg. Die Geschichte eines braunschweigischen Dorfes von seinen Anfängen bis heute. In: Verschönerungsverein Lichtenberg e. V. und Archiv der Stadt Salzgitter, Redaktion: Jörg Leuschner und Ursula Wolff (Hrsg.): Beiträge zur Stadtgeschichte. Band 5. Appelhans, Salzgitter 1989, DNB 900451262.
- mit Gudrun Pischke: Osterode: Welfensitz und Bürgerstadt im Wandel der Jahrhunderte, Hildesheim [u. a.] 1993. ISBN 3-487-09808-3
- Die neue Stadt Salzgitter. In: Horst-Rüdiger Jarck, Gerhard Schildt (Hrsg.): Die Braunschweigische Landesgeschichte Jahrtausendrückblick einer Region. Braunschweig 2000, ISBN 3-930292-28-9, S. 1079–1100.
- Salzgitter im Mittelalter. Städtisches Museum Schloss Salder, Salzgitter 2006.
- mit Karl Heinrich Kaufhold, Claudia Märtl (Hrsg.): Die Wirtschafts- und Sozialgeschichte des Braunschweigischen Landes vom Mittelalter bis zur Gegenwart. Band 1: Mittelalter. Band 2: Frühneuzeit. Band 3: Neuzeit. Georg Olms Verlag, Hildesheim 2008, ISBN 978-3-487-13599-1.
- Das Montanwesen des Fürstentums Grubenhagen. Eine historische Untersuchung (= Montanregion Harz, Bd. 11). DBM,  Bochum, 2014